# Тезикова, Татьяна Владимировна
Татьяна Владимировна Тезикова (11 апреля 1926 года, г. Самара, СССР — 2 августа 2013, г. Самара, Россия) — начальник отдела природы Куйбышевского областного музея краеведения (ныне ГБУК "Самарский областной историко-краеведческий музей им. П.В. Алабина")
, самарский краевед, один из основных организаторов национального парка «Самарская Лука».

Тезикова Татьяна Владимировна (11.04.1926 — 02.08.2013) — начальник отдела природы Куйбышевского областного музея краеведения (ныне ГБУК "Самарский областной историко-краеведческий музей им. П.В. Алабина"), самарский краевед, один из основных организаторов национального парка «Самарская Лука"

## Биография
Родилась 11 апреля 1926 года в г. Самара.
За трудовую деятельность в период Великой Отечественной войны на заводе № 693 отмечена медалью «За доблестный труд».
С 1944 г. по 1947 г. обучалась в Рождественском сельскохозяйственном техникуме. После окончания техникума работала агрономом на семенной базе. С 1951 г. обучалась на агрономическом факультете Кинельского сельскохозяйственного института, а после его закрытия — в Куйбышевском педагогическом институте.
В 1956 году, Татьяна Владимировна устроилась на работу в областной краеведческий музей (ныне — музей им. Алабина) на должность научного сотрудника, где вскоре заняла должность заведующей отделом природы. Являлась активным организатором охраняемых природных территорий. Член секции охраняемых природных территорий Куйбышевского областного совета. Эксперт областного комитета по экологии.
С ее участием Научно-Технический Совет Куйбышевского областного Совета Всероссийского общества охраны природы принял решение о восстановлении Жигулёвского заповедника (1966 год). В 1984 г. — принято решение о создании национального парка «Самарская Лука». Формально имея характер «народного проекта», проект национального парка, по сути, был создан тремя людьми: Т. В. Тезиковой, А. С. Захаровым и Ю. К. Рощевским. Являлась заместителем председателя комиссии Государственной экологической экспертизы по технико-экономическому обоснованию становления национального парка «Самарская Лука». Также Тезикова разработала схему природопользования парка с учётом ландшафта.
Умерла 2 августа 2013.
По инициативе учёной общественности и администрации краеведческого музея 13 сентября 2019 года был открыт памятный знак Татьяне Владимировне Тезиковой в долине оврага Жигулёвская Труба недалеко от подножия Молодецкого Кургана.